# Mouvement contre le racisme, l'antisémitisme et la xénophobie
Ne doit pas être confondu avec Centre pour l'égalité des chances et la lutte contre le racisme.
Le MRAX est l'acronyme de Mouvement contre le Racisme, l’Antisémitisme et la Xénophobie, association belge. Succédant au Mouvement de lutte contre le racisme, l'antisémitisme et pour la paix (MRAP) en 1966 elle est devenue une association sans but lucratif  le 7 octobre 1975.

## Historique

### Origines
Après la Deuxième Guerre mondiale, en 1950, un groupe d'anciens résistants crée l'Union des Juifs contre le Racisme, l'Antisémitisme et pour la Paix. Ce collectif fait état de la situation des Juifs en Belgique à travers un périodique français Droit et Liberté.
Très vite, le groupe se nommera MRAP, Mouvement contre le Racisme, l'Antisémitisme et pour la Paix. Leur lutte prendra aussi de plus en plus d'ampleur en organisant des conférences-débats, en mettant en place une permanence sociale...
Le MRAP fut un acteur important lors de l'importation de la main d'œuvre venant de l'Italie, l'Espagne, la Grèce... En effet, les travailleurs venant des pays du bassin méditerranéen travaillaient dans des conditions dangereuses, déplorables et inhumaines. Le MRAP lutta pour leur obtenir les droits les plus élémentaires mais aussi de travailler la question de l'accueil et l'insertion et de prévenir la xénophobie chez le peuple belge.
En 1966, le mouvement intègre la notion de "xénophobie" dans son objet social ainsi que dans son nom et devient ainsi le MRAX.
En octobre 1975, le MRAX devient une A.S.B.L. sous la présidence d'Yvonne Jospa.

### Crise
Les mutations du Mrax au cours des années 2000, la personnalité de son président, Radouane Bouhlal, et l'orientation que ce dernier donne à l'association engendrent de profonds malaises au sein de l'institution, de laquelle départs, mouvement sociaux et licenciements se multiplient, autant qu'à l'extérieur dont proviennent de vives critiques, notamment d'une communautarisation, tant des milieux politiques que des milieux associatifs. Radouane Bouhlal est accusé d'autoritarisme et de gestion opaque,,. Le MRAX est accusé de ne plus lutter contre l'antisémitisme et de se consacrer uniquement à la lutte contre l'islamophobie,. En 2009, Nordine Saïdi est exclu du MRAX pour avoir publié des textes antisémites. En octobre 2009, le pouvoir subsidiant, la Communauté française, diligente une enquête administrative approfondie concernant l'association, à la suite de plaintes de membre du personnel. En 2009 également, le sénateur Alain Destexhe accuse le Mrax de racisme et le qualifie de "communautariste". Il demande l'arrêt du financement public de l'association. En 2011, le personnel du MRAX fait grève pour demander la démission du directeur du MRAX, Radouane Bouhlal. En 2012, Gisèle Mandaila, une ancienne administratrice du MRAX dépose une plainte pour racisme à l'encontre de Radouane Bouhlal.
Radouane Bouhlal s'est notamment fait connaître pour ses déclarations controversées, comme l'emploi d'expressions telles que « privilège blanc », « clique d'universitaires blancs » et même « visages pâles »,. Il a considéré que la Belgique est « un pays structurellement raciste ». Il est finalement licencié en 2012 en raison de graves tensions avec le personnel qui l'accuse de mauvaise gestion. Un membre du personnel, Malamine Fadiaba l'aurait même physiquement agressé.

### Restructuration
À la suite de la crise, le MRAX s'appuie sur un élargissement continu de son conseil d'administration, ouvert en particulier aux administrateurs engagés dans d'autres associations. Edouard Delruelle affirme que « le MRAX première mouture est mort de [la crise de 2012], même s’il reprend vie aujourd’hui sous la houlette de Carlos Crespo ».
À la suite de ce renouveau dans sa structure dirigeante, le MRAX a pu alors récupérer ses postes ACS "gelés" par Actiris lors de la crise (supra.) ainsi que de nouveaux outils d'action (Cohésion sociale, FIPI, PCI, FSE...). Le MRAX redéploie alors ses activités.
Depuis décembre 2018, le MRAX a à sa tête une nouvelle directrice du nom de Kouablan Francine Esther.

## Objet social
"L'association a pour but la lutte contre le racisme, l'antisémitisme et la xénophobie. Elle appelle à l'union et à l'action tous ceux qui entendent s'opposer aux discriminations, aux haines, aux préjugés fondés sur la race, la langue, l'origine ou la confession ou l'appartenance philosophique et faire triompher l'amitié et la paix entre les peuples, l'égalité et la fraternité entre les hommes" (1975),

## Missions
« L’association a pour but la lutte contre le racisme, l’antisémitisme et la xénophobie. Elle appelle à l’union et à l’action tous ceux qui entendent s’opposer aux discriminations, aux haines, aux préjugés fondés sur une prétendue race, la nationalité, la langue, la culture, l’origine nationale ou ethnique, la couleur, la confession ou les convictions philosophiques.
Elle veut faire triompher l’amitié et la paix entre les peuples et promouvoir l’égalité et la fraternité entre les êtres humains. Elle vise la défense de la mémoire des victimes de persécutions racistes, commises notamment sous le nazisme ».
La première présidente du Mrax, Yvonne Jospa, résistante et fondatrice avec son mari Hertz Jospa du Comité de Défense des Juifs en 1942, expliquait que les priorités du MRAX  étaient de « lutter contre toute forme d’exclusion. Et le faire en veillant toujours à analyser la situation et à comprendre le pourquoi des choses ».

## Structure
Le MRAX est notamment subventionné par le gouvernement fédéral belge - au travers des Assises de l’Interculturalité-, par la Communauté française de Belgique, la Cocof et Actiris.
- Adresse : rue de la Poste, 37 à 1210 Bruxelles.

Les services du MRAX
Le MRAX met à disposition deux services de première ligne
- Un service juridique qui accueille les plaintes des victimes ou témoins d'actes et dérives racistes en leur accordant un appui juridique. Il y a des permanences mais il est possible également de recevoir sur rendez-vous.
- Un service social est spécialisé en droit des étrangers qui informe de la législation en matière d'asile et de migration et qui effectue également des permanences pour toutes les questions concernant les problèmes de séjour, demandes d'asile et le suivi de la législation.

## Semaine d'Action Contre le Racisme
Depuis 1966, à l'initiative de l'ONU, le 21 mars est célébré chaque année comme Journée internationale pour l'élimination de la discrimination raciale. Depuis, un peu partout en Europe et au Québec, des semaines contre le racisme sont organisées à cette même période où s'y déroulent animations, conférences, spectacles, débats et autres activités.
Le MRAX organise la SACR en collaboration avec d'autres associations et collectifs, francophones et néerlandophones. Une semaine riche en activités, concours, informations et découvertes. Chaque édition s'articule autour d'une thématique prédéfinie.

## Lutte des sans-papiers
Dans un contexte actuel de grave régression des droits des migrants à s'installer, à travailler, à se scolariser, à se marier... le MRAX participe et soutient la lutte des sans-papiers. Au- delà d'un travail d'information, de sensibilisation et de dénonciation- par la voie judiciaire si nécessaire- auprès de la population et du politique sur la réalité des phénomènes migratoires (l'enfermement dans les centres fermés, les expulsions...), le MRAX soutient et participe en première ligne à la lutte des sans-papiers qui exigent leur régularisation. L'implication du MRAX prendra la forme d'un soutien politique (dénonciation et plaidoyer), logistique (dans les occupations), juridique, organisationnel...
Le retour à un travail "d'observation" est également planifié. Le MRAX veille à ne pas légitimer et contribuer à la reproduction d'un système à travers sa présence au sein des centres fermés.

## Critiques
Le MRAX a été accusé à plusieurs reprises d'être politisé. Ahmed Mouhssin, membre du parti Écolo et du MRAX accuse cette association d'être un instrument du PS. Certains présentent toutefois cet ancien député des verts belges comme un des plus fervents soutiens de l'ancien président et directeur Radouane Bouhlal.
Les critiques de politisation se concentrent généralement sur la condition de membre du Parti Socialiste du président et administrateur du MRAX : Carlos Crespo (PS), beau-fils de Philippe Moureaux (PS), à l'origine de la loi Moureaux. Il a été également président de Coordination Nationale d'Action pour la Paix et la Démocratie (CNAPD) et Président du Conseil de la Jeunesse d'Expression Française (CJEF).